# Liste des seigneurs de Montarville
 (avril 2023).
Si vous disposez d'ouvrages ou d'articles de référence ou si vous connaissez des sites web de qualité traitant du thème abordé ici, merci de compléter l'article en donnant les références utiles à sa vérifiabilité et en les liant à la section « Notes et références ».
Voici la liste des seigneurs de Montarville, en Nouvelle-France. La seigneurie était situé sur le territoire de l'actuelle ville de Saint-Bruno-de-Montarville.

## Seigneurs de Montarville
- 1710-1732 : Pierre Boucher de Boucherville
- 1732-1773 : René Boucher de la Bruère
- 1773-1794 : Pierre-René Boucher de la Bruère
- 1794-1795 : Marie-Charlotte Boucher de la Perrière
- 1795-1796 : François-René Boucher de la Bruère et Renée-Charlotte Boucher de la Bruère
- 1796-1829 : François-René Boucher de la Bruère et Eustache-Ignace Des Rivières Beaubien
- 1829-1842 : François-Pierre Bruneau et Henri Des Rivières Beaubien
- 1842-1851 : François-Pierre Bruneau
- 1851-1854 : Olivier-Théophile Bruneau